# Tazett
Tazett (Narcissus papyraceus) är en lökväxt i familjen amaryllisväxter. Den har vita blommor på cirka 20 cm långa stjälkar.
Den starkt doftande tazetten är en populär rumsväxt vid jultid i Sverige.
Hela växten, speciellt löken, är giftig.